# Sideridis simplex
Sideridis simplex är en fjärilsart som beskrevs av Otto Staudinger 1889. Sideridis simplex ingår i släktet Sideridis och familjen nattflyn. Inga underarter finns listade i Catalogue of Life.